# Enzo Trulli
Enzo Trulli, né le 15 avril 2005 à Pescara, est un pilote automobile italien. Il est le fils de l'ancien pilote de Formule 1 Jarno Trulli.

## Biographie

### Karting
Trulli commence la compétition en karting en 2017. En 2018, il termine vingt-cinquième du championnat du monde de karting dans la catégorie KF2. Deux ans plus tard, il améliore ce résultat, terminant dix-huitième dans cette même catégorie.

### Débuts en Formule 4
Fin 2020, Trulli teste des monoplaces pour la première fois en participant aux essais d'après-saison de la Formule 4 italienne.
Il fait ses débuts officiels début 2021 aux côtés d'Enzo Scionti (en) dans le championnat des Émirats arabes unis de Formule 4. Il se retrouvé très vite impliqué dans une bataille serrée pour le titre face à Dilano van't Hoff tout au long de la saison, remportant quatre victoires et montant sur neuf podiums. Un ultime podium lors de dernière course du Dubai Autodrome le conduit au titre de champion avec un seul point d'avance sur son rival néerlandais. À la suite de son titre, il annonce rejoindre le championnat d'Espagne de Formule 4 avec l'écurie Drivex School. Il n'y participe finalement pas.

### Euroformula Open

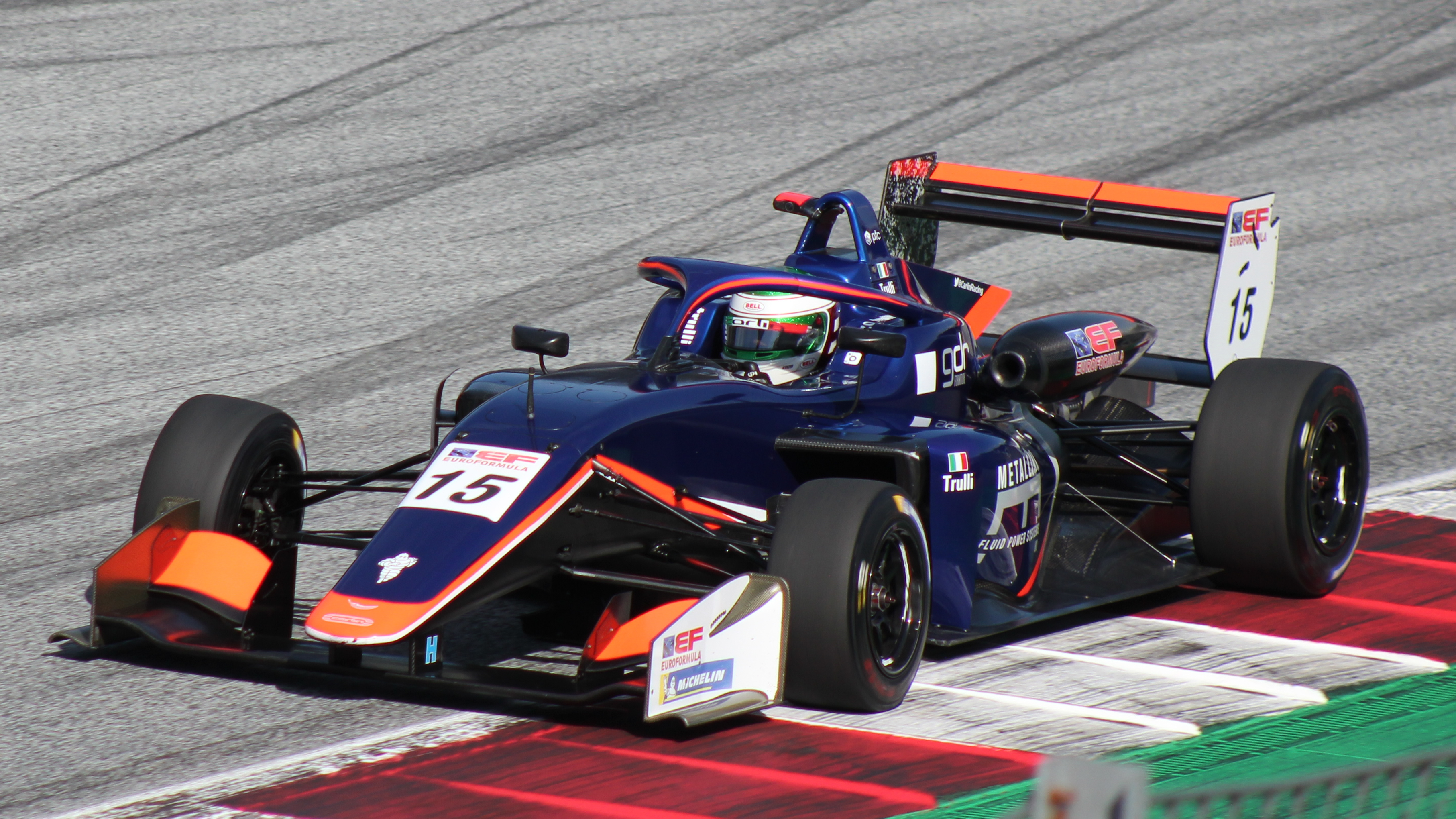
Enzo Trulli en Euroformula Open, sur le Red Bull Ring en 2021.

Pour sa saison principale, Trulli rejoint l'Euroformula Open avec Drivex School, avec de nouveau Enzo Scionti comme coéquipier. Il démarre sa saison en prenant la troisième place au bout de sa troisième course. Il ne participe pas à la manche du Hungaroring, avant de revenir dans le championnat après avoir changé d'écurie pour Carlin. Il termine la saison avec trois troisièmes places lors des quatre dernières courses. Il se classe septième du championnat avec 144 points et meilleur pilote classé sans aucune victoire.
Trulli fait son retour dans le championnat en 2023 avec CryptoTower Racing pour la première manche à Portimão. Il réalise la pole position et obtient la victoire lors de la première course, et un autre podium lors de la deuxième course. Il réapparaît lors de la dernière manche à Barcelone à la suite du forfait de dernière minute de Bryce Aron (en).

### Formule 3 FIA
Trulli est promu en Formule 3 FIA pour la saison 2022au sein de l'écurie Carlin aux côtés de Zak O'Sullivan et de Brad Benavides. Il est en mesure de réaliser son meilleur résultat de la saison à Spa-Francorchamps avec une seizième place lors de la course sprint, mais est disqualifié après l'arrivée à la suite d'une infraction sous drapeau rouge. Ses deux meilleurs résultats sont finalement deux dix-septièmes places. Il termine trente-quatrième du championnat sans aucun point inscrit, derrière ses coéquipiers. Il quitte le championnat à l'issue de la saison.

### Super Formula Lights
Pour 2023, Trulli décide de rebondir en Asie et part rejoindre le championnat Super Formula Lights avec l'écurie Team TOM'S, déclarant « s'y sentir plus à l'aise qu'en Formule 3 FIA ». Il démarre sa saison avec seulement un podium, cependant lors de la manche de Fuji, il remporte les trois courses du week-end mais est disqualifié de la deuxième course,.

## Résultats

### Résultats en monoplace
| Saison | Championnat              | Écurie             | Courses | Victoires | Pole positions | Meilleurs tours | Podiums | Points | Classement |
| ------ | ------------------------ | ------------------ | ------- | --------- | -------------- | --------------- | ------- | ------ | ---------- |
| 2021   | Formule 4 Émirats arabes | Cram Durango       | 19      | 4         | 0              | 5               | 13      | 319    | Champion   |
| 2021   | Euroformula Open         | Drivex School      | 9       | 0         | 0              | 0               | 1       | 144    | 7e         |
| 2021   | Euroformula Open         | Carlin Motorsport  | 12      | 0         | 0              | 1               | 3       | 144    | 7e         |
| 2022   | Formule 3 FIA            | Carlin Racing      | 18      | 0         | 0              | 0               | 0       | 0      | 34e        |
| 2023   | Euroformula Open         | CryptoTower Racing | 6       | 2         | 2              | 0               | 3       | 98     | 10e        |
| 2023   | Super Formula Lights     | Team TOM'S         | 18      | 2         | 1              | 1               | 3       | 44     | 5e         |
| 2023   | Formule Régionale Japon  | TOM'S Formula      | 6       | 0         | 1              | 0               | 3       | 51     | 10e        |